# Maria Andrejczyk
Maria Magdalena Andrejczyk (* 9. März 1996 in Suwałki) ist eine polnische Leichtathletin, welche sich auf den Speerwurf spezialisiert hat. Sie ist Junioreneuropameisterin im Speerwurf und nahm für Polen an den Olympischen Sommerspielen 2016 und 2020 teil.

## Sportliche Laufbahn
2013 trat sie erstmals bei einem internationalen Großereignis, den Jugendweltmeisterschaften in Donezk an und schied dort bereits in der Qualifikation aus.
Im Juli 2014 nahm Maria Andrejczyk an den Juniorenweltmeisterschaften 2014 im Hayward Field in Eugene teil und belegte im Speerwurf hinter ihrer Landfrau Marcelina Witek den fünften Platz. Ein Jahr später nahm sie in der schwedischen Stadt Eskilstuna an den Junioreneuropameisterschaften 2015 teil. Im Wettbewerb sicherte sie sich vor der Lettin Anete Kociņa und ihrer Landsfrau Aleksandra Ostrowska den Junioreneuropameistertitel und warf dabei mit 59,73 m sowohl eine neue persönliche Bestleistung als auch eine Juniorenweltjahresbestleistung. Im August erfolgte die Teilnahme an den Weltmeisterschaften in Peking, bei denen sie mit 56,75 m in der Qualifikation ausschied. Vom Polski Komitet Olimpijski wurde Maria Andrejczyk für den Speerwurf bei den Olympischen Spielen 2016 in Rio de Janeiro nominiert. In der Qualifikation warf sie in ihren ersten Versuch mit einer Weite von 67,11 m neuen polnischen Rekord und zudem die größte Weite in der Qualifikation. Im Finale erzielte sie mit 64,78 m ihren weitesten Wurf und belegte am Ende den vierten Platz. Sie verpasste dabei um drei Zentimeter eine Medaille; mit der Weite aus der Qualifikation wäre sie Olympiasiegerin geworden. Zuvor schied sie bei den Europameisterschaften in Amsterdam als 13. der Qualifikation aus.
Nach den Olympischen Spielen musste sie wegen einer Schulterverletzung pausieren und unterzog sich im Winter sogar einer Operation. Durch diese Operation verpasste sie auch die Weltmeisterschaften 2017 in London. 2019 nahm sie erneut an den Weltmeisterschaften in Doha teil, bei denen sie aber mit 57,68 m in der Qualifikation ausschied. Am 9. Mai 2021 gelang Andrejczyk beim Werfer-Europacup in Split die drittbeste Weite der Geschichte (71,40 m). 2021 gelang ihr bei den Olympischen Spielen in Tokio mit 64,61 m und dem Gewinn der Silbermedaille der bisher größte Erfolg in ihrer Karriere. Im Jahr darauf schied sie bei den Weltmeisterschaften in Eugene mit 55,47 m in der Vorrunde aus und 2024 wurde sie bei den Europameisterschaften in Rom mit 58,29 m Zehnte. Anschließend belegte sie bei den Olympischen Sommerspielen in Paris mit 62,44 m im Finale den achten Platz.

## Erfolge
- Olympische Sommerspiele in Tokio: Silbermedaille
- Leichtathletik-Junioreneuropameisterschaften 2015: Europameisterin
- Polnische Meisterin: 2016, 2019, 2020, 2021, 2022, 2024

## Sonstiges
Im Anschluss an die Olympischen Spiele in Tokio versteigerte sie ihre Silbermedaille, um damit eine Spendenaktion für einen schwerkranken Jungen zu unterstützen, der eine dringende Operation benötigt.